# Gabriele Weishäupl

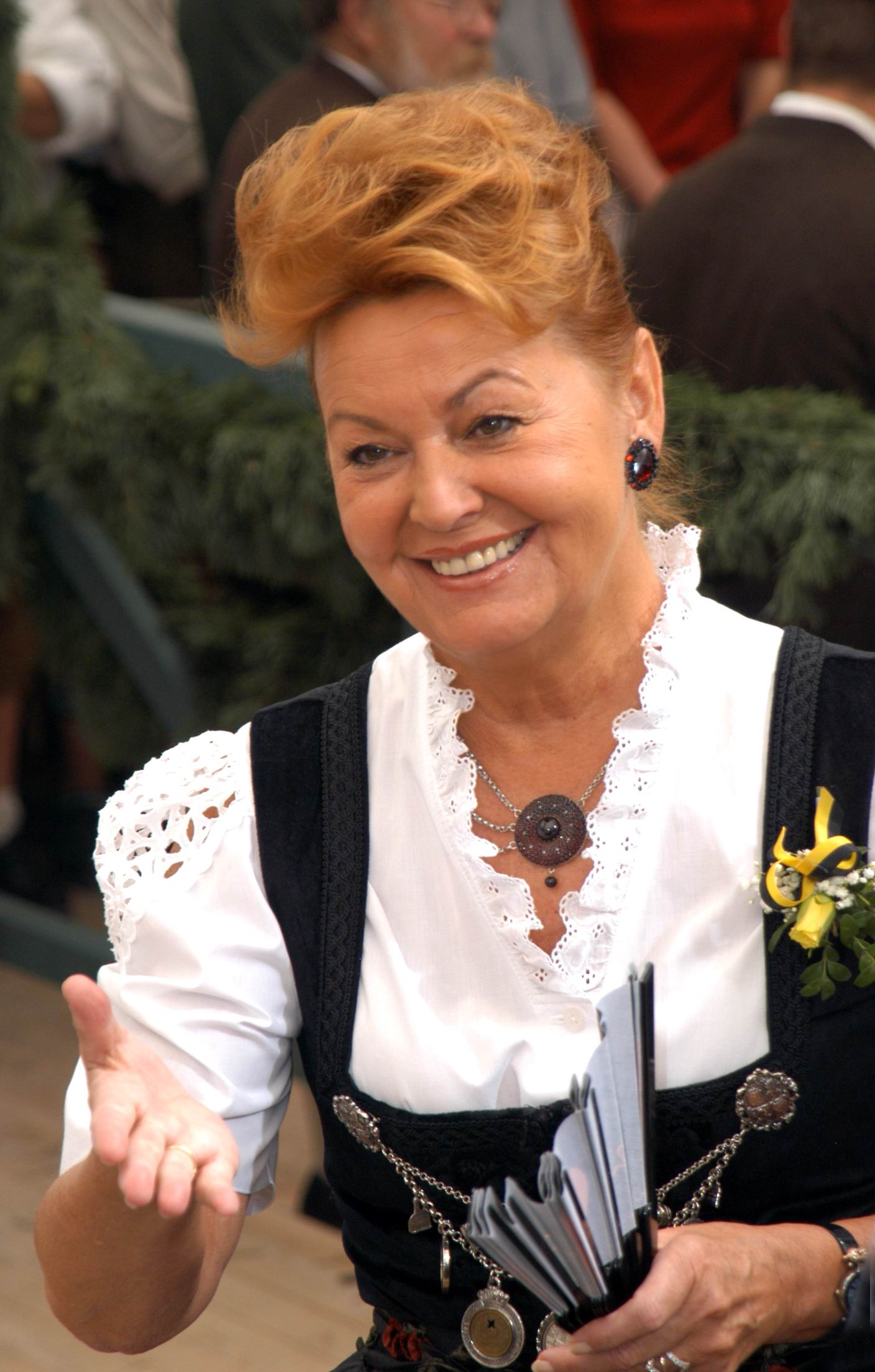
Gabriele Weishäupl (2003)

Gabriele Weishäupl (* 28. Februar 1947 in Passau) war von 1985 bis 2012 die Direktorin des Fremdenverkehrs- später Tourismusamtes der Landeshauptstadt München und als Festleiterin verantwortlich für die Durchführung des Münchner Oktoberfestes.

## Karriere

### Ausbildung und Beruf
Aufgewachsen in Aicha vorm Wald, machte Weishäupl 1966 ihr Abitur am Gisela-Gymnasium der Englischen Fräulein in Kloster Niedernburg (Passau). Anschließend studierte sie von 1966 bis 1970 Kommunikationswissenschaften, Bayerische Geschichte und Politische Wissenschaft an der Ludwig-Maximilians-Universität München. Nach einer zweijährigen Tätigkeit als Lokalreporterin in München arbeitete sie von 1972 bis 1985 bei der Münchner Messe- und Ausstellungsgesellschaft (MMG). Nach ihrem Studienabschluss 1977 mit dem Titel Magister Artium promovierte sie 1980 an der Ludwig-Maximilians-Universität über Die Messe als Kommunikationsmedium unter besonderer Berücksichtigung der Öffentlichkeitsarbeit und Werbung einer Messegesellschaft. Von 1981 bis 1985 hatte sie ebenfalls an der LMU einen Lehrauftrag im Fach Kommunikationswissenschaft inne.

### Tourismuschefin
1985 wurde sie zur Fremdenverkehrsdirektorin der Stadt München gewählt und setzte sich überraschend als Parteilose gegen 40 männliche Mitbewerber durch. Nach 27 Dienstjahren trat Weishäupl Anfang April 2012 in den Ruhestand und war damit die dienstälteste Tourismuschefin Deutschlands.
Das Tourismusamt wurde anschließend aufgelöst, München Tourismus ist jetzt eine Abteilung des Referats für Arbeit und Wirtschaft.
Aufgrund ihres Amtes war sie in vielen Organisationen vertreten, u. a. seit 1997 Ehrenmitglied im Münchner Schaustellerverband und Vizepräsidentin des Deutschen Tourismusverbandes. Für ihre Verdienste erhielt sie den Bayerischen Verdienstorden (2007) und zahlreiche weitere Auszeichnungen, darunter das Bundesverdienstkreuz am Bande. Sie ist Mutter einer Tochter und eines Sohnes.
Weishäupl ist seit dem Sommersemester 2013 als Dozentin der Münchner FH tätig. Sie hält an der Fakultät für Tourismus das Seminar „Volksfeste als Motoren des Tourismus – die Wiesn als Referenzgröße.“

### Engagement bei der FDP
Im Januar 2013 ist Weishäupl der FDP beigetreten. Als Mitglied des Landesverbands Bayern kandidierte sie für den Stimmkreis 102 (Bogenhausen, Berg am Laim, Au / Haidhausen) bei der Landtagswahl im Herbst 2013.

## Werke
- I bin der Max Rosenheimer Verlagshaus, Rosenheim 2014, ISBN 978-3-475-54300-5.